# 埃姆斯 (堪薩斯州)
埃姆斯（英語：Ames）為位在美國堪薩斯州克勞德縣的非建制地區。

## 歷史
埃姆斯設立於1883年。
1868年1月29日，郵政局先於雪莉（Shirley，或稱埃爾姆克里克，此城鎮現已不存在）開設，後來在1878年5月28日搬遷至埃姆斯，之後持續營業直到1993年1月30日歇業。

## 教育
埃姆斯屬克利夫頓-克萊德第224聯合學區（Clifton-Clyde Unified School District 224）的一部分。此學區包含了克利夫頓、克萊德、韋寧、埃姆斯、聖約瑟夫，以及位在克莱县、克勞德縣、華盛頓附近之農村地區。此學區擁有3所學校：
- 克利夫頓-克萊德高中（Clifton-Clyde Senior High School），位在克萊德。
- 克利夫頓-克萊德中學（Clifton-Clyde Middle School），位在克利夫頓。
- 克利夫頓-克萊德小學（Clifton-Clyde Grade School），位在克利夫頓。

## 外部連結
- Clifton-Clyde USD 224 （页面存档备份，存于）, local school district
- Cloud County Map （页面存档备份，存于）, KDOT